# TEO LT

Logo de Teo LT

TEO LT est une entreprise lituanienne de télécommunications faisant partie de l'OMX Vilnius, le principal indice de la bourse de Vilnius. TEO LT est le principal opérateur filaire du pays (en position de monopole jusqu'en 2003), et distribue également internet et la télévision. TeliaSonera en est l'actionnaire principal.